# Chlorophorus navratili
Chlorophorus navratili là một loài bọ cánh cứng trong họ Cerambycidae.